# Fullback

Exemplo de posicionamento do FB na formação ofensiva.

No futebol americano, o fullback (FB) é uma posição ofensiva do backfield. Tradicionalmente, os deveres de um fullback são divididos entre correr com a bola e bloquear para o quarterback em jogadas de passe ou para o running back em jogadas de corrida.
Muitos dos grandes corredores da história do futebol americano da NFL foram fullbacks, como Jim Brown, Franco Harris e Larry Csonka, mas com a evolução da posição nos últimos anos, o FB tem tido a função mais de bloquear do que de correr, e às vezes recebendo bolas. Enquanto alguns times não tem mais fullbacks de origem no elenco em favor das formações com dois tight ends, alguns proeminentes fullbacks continuam a fazer sucesso na NFL como Lorenzo Neal e Lawrence Vickers. Atualmente os fullbacks são mais conhecidos por sua falta de agilidade e velocidade, mas compensando por sua força muscular e por sua habilidade de quebrar tackles. Contudo, o FB Le'Ron McClain conseguiu ser o lider em jardas terrestres do Baltimore Ravens em 2008, sempre saindo da formação de fullback no ataque.